# Apeadero de Gondivinho
El Apeadero de Gondivinho fue una plataforma ferroviaria de la Línea de Leixões, que servía a la localidad de Gondivinho, en el ayuntamiento de Matosinhos, en Portugal.

## Historia
Este apeadero se insertaba en el tramo entre las Estaciones de Contumil y Leixões de la Línea de Leixões, que abrió a la explotación el 18 de septiembre de 1938.